# Robinia hispida
Espèce
Classification phylogénétique
Statut de conservation UICN

 LC  : Préoccupation mineure
Robinia hispida est une espèce de plantes à fleurs de la famille des Fabacées. C'est un arbuste originaire du Sud-Est des États-Unis. Il est présent dans d'autres régions, y compris dans l'Amérique du Nord où il a été introduit comme plante ornementale et s'est acclimaté.

## Aire de répartition
L'espèce est présente aux États-Unis en Alabama, en Caroline du Nord, en Caroline du Sud, en Géorgie, dans l'ouest du Kentucky, dans le Tennessee et en Virginie.